# Großer Preis von Australien 2001
Der Große Preis von Australien 2001 (offiziell LXVI Qantas Australian Grand Prix) fand am 4. März auf dem Albert Park Circuit in Melbourne statt und war das erste Rennen der Formel-1-Weltmeisterschaft 2001.

## Berichte

### Hintergrund
Als amtierender Weltmeister ging Michael Schumacher in die Saison.
Fernando Alonso, Juan Pablo Montoya, Enrique Bernoldi und Kimi Räikkönen gaben bei diesem Rennen ihr Formel-1-Debüt. Tarso Marques kehrte in die Formel 1 zurück.
Mit Michael Schumacher, David Coulthard, Mika Häkkinen und Eddie Irvine (jeweils einmal) traten vier ehemalige Sieger zu diesem Grand Prix an.

### Training

#### Freitagstraining
Im ersten freien Training am Freitag war Rubens Barrichello im Ferrari der Schnellste, gefolgt von Jarno Trulli im Jordan. Die drittschnellste Zeit fuhr Michael Schumacher.

#### Samstagstraining
Im zweiten freien Training am Samstag fuhr McLaren-Mercedes-Pilot Coulthard die schnellste Zeit. Zweiter wurde Michael Schumacher vor Häkkinen.

### Qualifying
Im Qualifying konnte sich Michael Schumacher die Pole-Position sichern. Zweitschnellster wurde Barrichello vor Häkkinen. Marques im Minardi qualifizierte sich vorerst nicht, er scheiterte um 0,254 Sekunden an der 107-Prozent-Zeit. Nach einem Gnadenersuch bei der Rennleitung durfte er jedoch starten.

### Warm Up
Im Warm-Up fuhr Coulthard die beste Zeit, gefolgt von Häkkinen und Jos Verstappen.

### Rennen
Beim Start behielt Michael Schumacher die Führung. Sein Teamkollege Barrichello verlor hingegen vier Plätze. Häkkinen war nach der ersten Runde zweiter vor Heinz-Harald Frentzen und Ralf Schumacher. Gaston Mazzacane beendete die erste Runde nicht, sein Prost hatte Bremsprobleme. Barrichello übte viel Druck auf Ralf Schumacher aus und ging in der zweiten Runde an ihm vorbei. Auch Coulthard und Trulli passierten Ralf Schumacher. Barrichello schloss danach schnell auf Frentzen auf und setzte vor Kurve 9 zum Überholen an. Dabei berührten sich die beiden Fahrzeuge und kamen von der Strecke, blieben aber unbeschädigt. Barrichello verlor nur wenig Zeit, Frentzen drehte sich jedoch und konnte das Rennen auf Position 16 weiterführen. In der Zwischenzeit schieden Enrique Bernoldi (Unfall) und Marques (Batteriedefekt) aus.
In Runde 4 kam es zu einer Kollision zwischen Ralf Schumacher und Jacques Villeneuve. Vor Kurve 3 bremste Villeneuve später als der vor ihm fahrende Ralf Schumacher und fuhr ihm mit rund 280 km/h ins Heck, dabei hob Villeneuves Auto ab und prallte in die Wand. Beide Fahrer blieben unverletzt. Bei dem Unfall wurde jedoch der 52-jährige Streckenposten Graham Beveridge getötet, als das rechte Hinterrad von Villeneuves BAR durch eine Öffnung im Zaun flog. Auch sieben Zuschauer wurden durch umherfliegende Trümmerteile verletzt. Das Safety-Car wurde sofort auf die Strecke geschickt, um das Feld sicher an der Gefahrenstelle vorbeizuführen.
Nach elf Runden hinter dem Safety-Car wurde das Rennen neu gestartet. Michael Schumacher blieb vor Häkkinen und die beiden setzten sich etwas vom drittplatzierten Barrichello ab. Kurz nach dem Restart leistete Jenson Button seine Stop-and-Go-Strafe ab. Bei ihm waren die Mechaniker zu lange am Auto, bevor es in die Startaufstellung ging. Im Hinterfeld arbeitete sich Frentzen nach vorne. Er profitierte von einem Boxenstopp von Verstappen und der Strafe für Button. Frentzen überholte auch Giancarlo Fisichella, welcher jedoch zu dem Zeitpunkt sehr langsam unterwegs war.
In Runde 25 schied Häkkinen aufgrund eines Aufhängungsbruches aus. Somit war Barrichello zweiter und hatte zehn Sekunden Rückstand auf seinen Teamkollegen. Dritter war Coulthard gefolgt von Trulli, Olivier Panis und Nick Heidfeld.
Michael Schumacher fuhr beinahe jede Runde schneller als Barrichello und vergrößerte seinen Vorsprung auf 15 Sekunden. In Runde 36 überholte Coulthard den vor ihm liegenden Barrichello, indem er sich zunächst in einer Rechtskurve links neben den Brasilianer setzte und sich auf der Außenlinie hielt, um dann in der folgenden Kurve innen den kürzeren Weg zu haben. Zwei Runden nach diesem Manöver ging Michael Schumacher mit 15 Sekunden Vorsprung auf Coulthard an die Box. Dadurch fiel er auf den dritten Platz zurück. Zwei Runden später kam auch Barrichello zu seinem Boxenstopp und musste somit seine gewonnene Position direkt wieder abgeben. In der Zwischenzeit musste Trulli das Rennen aufgeben, da sein Jordan-Honda Fehlzündungen hatte.
Coulthard fuhr nach dem Boxenstopp der Ferrari die schnellsten Zeiten, da sein McLaren leichter war als die Ferrari. Mit 18,2 Sekunden Vorsprung auf Michael Schumacher ging der Schotte in der 40. Runde an die Box. Diese Zeit reichte nicht aus, um die Führung zu behalten. Er fiel zurück auf Position zwei, vor Barrichello. Währenddessen musste Montoya seinen Williams-BMW mit einem Motorschaden abstellen.
Nach Runde 44 führte Michael Schumacher vor Coulthard, Barrichello, Panis, Heidfeld und Frentzen. In den letzten Runden fuhr Coulthard schneller als Michael Schumacher und konnte aufholen. Auch Frentzen schloss auf den vor ihm fahrenden Heidfeld auf, welcher jedoch bis zum Ende des Rennens dem Druck standhielt.
Sechs Runden vor Schluss musste Button das Rennen vorzeitig wegen eines Elektrikdefekts beenden. Er wurde jedoch als 14. gewertet.
Schließlich kam Michael Schumacher vor Coulthard und Barrichello über die Linie. Die letzten Punkteränge erfuhren sich Panis gefolgt von Heidfeld und Frentzen. Panis erhielt nach dem Rennen eine Zeitstrafe von 25 Sekunden wegen Überholen unter gelber Flagge und fiel dadurch auf den siebten Platz zurück. Somit holte Räikkönen in seinem ersten Rennen einen Punkt. Verstappen erhielt die gleiche Strafe.
In der Fahrerwertung entsprach das Rennergebnis dem WM-Stand. In der Konstrukteurswertung übernahm Ferrari die Führung vor McLaren-Mercedes und Sauber-Petronas.

## Meldeliste
| Team                        | Nr. | Fahrer                | Chassis        | Motor                 | Reifen |
| --------------------------- | --- | --------------------- | -------------- | --------------------- | ------ |
| Scuderia Ferrari Marlboro   | 01  | Michael Schumacher    | Ferrari F2001  | Ferrari 3.0 V10       | B      |
| Scuderia Ferrari Marlboro   | 02  | Rubens Barrichello    | Ferrari F2001  | Ferrari 3.0 V10       | B      |
| West McLaren Mercedes       | 03  | Mika Häkkinen         | McLaren MP4-16 | Mercedes-Benz 3.0 V10 | B      |
| West McLaren Mercedes       | 04  | David Coulthard       | McLaren MP4-16 | Mercedes-Benz 3.0 V10 | B      |
| BMW WilliamsF1 Team         | 05  | Ralf Schumacher       | Williams FW23  | BMW 3.0 V10           | M      |
| BMW WilliamsF1 Team         | 06  | Juan Pablo Montoya    | Williams FW23  | BMW 3.0 V10           | M      |
| Mild Seven Benetton Renault | 07  | Giancarlo Fisichella  | Benetton B201  | Renault 3.0 V10       | M      |
| Mild Seven Benetton Renault | 08  | Jenson Button         | Benetton B201  | Renault 3.0 V10       | M      |
| Lucky Strike BAR Honda      | 09  | Olivier Panis         | BAR 003        | Honda 3.0 V10         | B      |
| Lucky Strike BAR Honda      | 10  | Jacques Villeneuve    | BAR 003        | Honda 3.0 V10         | B      |
| B&H Jordan Honda            | 11  | Heinz-Harald Frentzen | Jordan EJ11    | Honda 3.0 V10         | B      |
| B&H Jordan Honda            | 12  | Jarno Trulli          | Jordan EJ11    | Honda 3.0 V10         | B      |
| Orange Arrows Asiatech      | 14  | Jos Verstappen        | Arrows A22     | Asiatech 3.0 V10      | B      |
| Orange Arrows Asiatech      | 15  | Enrique Bernoldi      | Arrows A22     | Asiatech 3.0 V10      | B      |
| Red Bull Sauber Petronas    | 16  | Nick Heidfeld         | Sauber C20     | Petronas 3.0 V10      | B      |
| Red Bull Sauber Petronas    | 17  | Kimi Räikkönen        | Sauber C20     | Petronas 3.0 V10      | B      |
| Jaguar Racing               | 18  | Eddie Irvine          | Jaguar R2      | Ford Cosworth 3.0 V10 | M      |
| Jaguar Racing               | 19  | Luciano Burti         | Jaguar R2      | Ford Cosworth 3.0 V10 | M      |
| European Minardi F1         | 20  | Tarso Marques         | Minardi PS01   | European 3.0 V10      | M      |
| European Minardi F1         | 21  | Fernando Alonso       | Minardi PS01   | European 3.0 V10      | M      |
| Prost Acer                  | 22  | Jean Alesi            | Prost AP04     | Acer 3.0 V10          | M      |
| Prost Acer                  | 23  | Gastón Mazzacane      | Prost AP04     | Acer 3.0 V10          | M      |

## Klassifikationen

### Qualifying
| Pos.                                                                   | Fahrer                | Konstrukteur     | Zeit     | Start |
| ---------------------------------------------------------------------- | --------------------- | ---------------- | -------- | ----- |
| 01                                                                     | Michael Schumacher    | Ferrari          | 1:26,892 | 01    |
| 02                                                                     | Rubens Barrichello    | Ferrari          | 1:27,263 | 02    |
| 03                                                                     | Mika Häkkinen         | McLaren-Mercedes | 1:27,461 | 03    |
| 04                                                                     | Heinz-Harald Frentzen | Jordan-Honda     | 1:27,658 | 04    |
| 05                                                                     | Ralf Schumacher       | Williams-BMW     | 1:27,719 | 05    |
| 06                                                                     | David Coulthard       | McLaren-Mercedes | 1:28,010 | 06    |
| 07                                                                     | Jarno Trulli          | Jordan-Honda     | 1:28,377 | 07    |
| 08                                                                     | Jacques Villeneuve    | BAR-Honda        | 1:28,435 | 08    |
| 09                                                                     | Olivier Panis         | BAR-Honda        | 1:28,518 | 09    |
| 10                                                                     | Nick Heidfeld         | Sauber-Petronas  | 1:28,615 | 10    |
| 11                                                                     | Juan Pablo Montoya    | Williams-BMW     | 1:28,738 | 11    |
| 12                                                                     | Eddie Irvine          | Jaguar-Cosworth  | 1:28,965 | 12    |
| 13                                                                     | Kimi Räikkönen        | Sauber-Petronas  | 1:28,993 | 13    |
| 14                                                                     | Jean Alesi            | Prost-Acer       | 1:29,893 | 14    |
| 15                                                                     | Jos Verstappen        | Arrows-Asiatech  | 1:29,934 | 15    |
| 16                                                                     | Jenson Button         | Benetton-Renault | 1:30,035 | 16    |
| 17                                                                     | Giancarlo Fisichella  | Benetton-Renault | 1:30,209 | 17    |
| 18                                                                     | Enrique Bernoldi      | Arrows-Asiatech  | 1:30,520 | 18    |
| 19                                                                     | Fernando Alonso       | Minardi-European | 1:30,657 | 19    |
| 20                                                                     | Gastón Mazzacane      | Prost-Acer       | 1:30,798 | 20    |
| 21                                                                     | Luciano Burti         | Jaguar-Cosworth  | 1:30,978 | 21    |
| 107-Prozent-Zeit: 1:32,975 min (bezogen auf Bestzeit von 1:26,892 min) |                       |                  |          |       |
| DNQ                                                                    | Tarso Marques         | Minardi-European | 1:33,228 | 22    |

Anmerkungen
1. ↑  Marques durfte am Rennen teilnehmen, da er im Training ausreichend schnell gefahren war.

### Rennen
| Pos. | Fahrer                | Konstrukteur     | Runden | Stopps | Zeit        | Start | Schnellste Runde |
| ---- | --------------------- | ---------------- | ------ | ------ | ----------- | ----- | ---------------- |
| 01   | Michael Schumacher    | Ferrari          | 58     | 1      | 1:38:26,533 | 01    | 1:28,214 (34.)   |
| 02   | David Coulthard       | McLaren-Mercedes | 58     | 1      | + 1,718     | 06    | 1:28,838 (40.)   |
| 03   | Rubens Barrichello    | Ferrari          | 58     | 1      | + 33,491    | 02    | 1:29,060 (33.)   |
| 04   | Nick Heidfeld         | Sauber-Petronas  | 58     | 1      | + 1:11,479  | 10    | 1:30,317 (35.)   |
| 05   | Heinz-Harald Frentzen | Jordan-Honda     | 58     | 1      | + 1:12,807  | 04    | 1:30,266 (35.)   |
| 06   | Kimi Räikkönen        | Sauber-Petronas  | 58     | 1      | + 1:24,143  | 13    | 1:30,229 (35.)   |
| 07   | Olivier Panis         | BAR-Honda        | 58     | 1      | + 1:27,050  | 09    | 1:30,199 (36.)   |
| 08   | Luciano Burti         | Jaguar-Cosworth  | 57     | 1      | + 1 Runde   | 21    | 1:30,903 (31.)   |
| 09   | Jean Alesi            | Prost-Acer       | 57     | 1      | + 1 Runde   | 14    | 1:31,030 (31.)   |
| 10   | Jos Verstappen        | Arrows-Asiatech  | 57     | 2      | + 1 Runde   | 15    | 1:31,999 (56.)   |
| 11   | Eddie Irvine          | Jaguar-Cosworth  | 57     | 2      | + 1 Runde   | 12    | 1:31,267 (29.)   |
| 12   | Fernando Alonso       | Minardi-European | 56     | 2      | + 2 Runden  | 19    | 1:32,043 (56.)   |
| 13   | Giancarlo Fisichella  | Benetton-Renault | 55     | 2      | + 3 Runden  | 17    | 1:32,407 (23.)   |
| 14   | Jenson Button         | Benetton-Renault | 52     | 2      | DNF         | 16    | 1:32,001 (24.)   |
| –    | Juan Pablo Montoya    | Williams-BMW     | 40     | 0      | DNF         | 11    | 1:29,606 (40.)   |
| –    | Jarno Trulli          | Jordan-Honda     | 38     | 1      | DNF         | 07    | 1:30,432 (29.)   |
| –    | Mika Häkkinen         | McLaren-Mercedes | 25     | 0      | DNF         | 03    | 1:29,612 (25.)   |
| –    | Ralf Schumacher       | Williams-BMW     | 4      | 0      | DNF         | 05    | 1:34,406 (03.)   |
| –    | Jacques Villeneuve    | BAR-Honda        | 4      | 0      | DNF         | 08    | 1:34,432 (03.)   |
| –    | Tarso Marques         | Minardi-European | 3      | 0      | DNF         | 22    | 1:38,249 (02.)   |
| –    | Enrique Bernoldi      | Arrows-Asiatech  | 2      | 0      | DNF         | 18    | 1:36,689 (02.)   |
| –    | Gastón Mazzacane      | Prost-Acer       | 0      | 0      | DNF         | 20    | –                |

Anmerkungen
1. ↑  Panis kam als Vierter ins Ziel, wurde aber aufgrund Überholens unter gelb mit einer 25-Sekunden-Zeitstrafe belegt.
2. ↑  Verstappen kam als Neunter ins Ziel, wurde aber aufgrund Überholens unter gelb mit einer 25-Sekunden-Zeitstrafe belegt.

## WM-Stände nach dem Rennen
Die ersten sechs des Rennens bekamen 10, 6, 4, 3, 2 bzw. 1 Punkt(e).

### Fahrerwertung
| Pos. | Fahrer                | Konstrukteur     | Punkte |
| ---- | --------------------- | ---------------- | ------ |
| 01   | Michael Schumacher    | Ferrari          | 10     |
| 02   | David Coulthard       | McLaren-Mercedes | 6      |
| 03   | Rubens Barrichello    | Ferrari          | 4      |
| 04   | Nick Heidfeld         | Sauber-Petronas  | 3      |
| 05   | Heinz-Harald Frentzen | Jordan-Honda     | 2      |
| 06   | Kimi Räikkönen        | Sauber-Petronas  | 1      |
| 07   | Olivier Panis         | BAR-Honda        | 0      |
| 08   | Luciano Burti         | Jaguar-Cosworth  | 0      |
| 09   | Jean Alesi            | Prost-Acer       | 0      |
| 10   | Jos Verstappen        | Arrows-Asiatech  | 0      |
| 11   | Eddie Irvine          | Jaguar-Cosworth  | 0      |

| Pos. | Fahrer               | Konstrukteur     | Punkte |
| ---- | -------------------- | ---------------- | ------ |
| 12   | Fernando Alonso      | Minardi-European | 0      |
| 13   | Giancarlo Fisichella | Benetton-Renault | 0      |
| 14   | Jenson Button        | Benetton-Renault | 0      |
| –    | Juan Pablo Montoya   | Williams-BMW     | 0      |
| –    | Jarno Trulli         | Jordan-Honda     | 0      |
| –    | Mika Häkkinen        | McLaren-Mercedes | 0      |
| –    | Ralf Schumacher      | Williams-BMW     | 0      |
| –    | Jacques Villeneuve   | BAR-Honda        | 0      |
| –    | Tarso Marques        | Minardi-European | 0      |
| –    | Enrique Bernoldi     | Arrows-Asiatech  | 0      |
| –    | Gastón Mazzacane     | Prost-Acer       | 0      |

### Konstrukteurswertung
| Pos. | Konstrukteur     | Punkte |
| ---- | ---------------- | ------ |
| 01   | Ferrari          | 14     |
| 02   | McLaren-Mercedes | 6      |
| 03   | Sauber-Petronas  | 4      |
| 04   | Jordan-Honda     | 2      |
| 05   | BAR-Honda        | 0      |
| 06   | Jaguar-Cosworth  | 0      |

| Pos. | Konstrukteur     | Punkte |
| ---- | ---------------- | ------ |
| 07   | Prost-Acer       | 0      |
| 08   | Arrows-Asiatech  | 0      |
| 09   | Minardi-European | 0      |
| 10   | Benetton-Renault | 0      |
| –    | Williams-BMW     | 0      |